# ルビアーナ
ルビアーナ（伊: Rubiana）は、イタリア共和国ピエモンテ州トリノ県にある、人口約2,400人の基礎自治体（コムーネ）。

## 地理

### 位置・広がり
トリノの北西約25kmに位置する
。

#### 隣接コムーネ
隣接するコムーネは以下の通り。
- アルメーゼ
- カプリエ
- コンドーヴェ
- ヴァル・デッラ・トッレ
- ヴィッラール・ドーラ
- ヴィウ

### 気候分類・地震分類
ルビアーナにおけるイタリアの気候分類 (it) および度日は、zona F, 3314 GGである。
また、イタリアの地震リスク階級 (it) では、zona 3s (sismicità bassa) に分類される。

## 行政

### 分離集落
ルビアーナには、以下の分離集落（フラツィオーネ）がある。
- Favella, Molino, Mompellato